# Престон, Пол
Сэр Пол Престон (Paul Preston; род. 21 июля 1946, Ливерпуль, Великобритания) — британский историк, специалист по новейшей истории Испании (XX век), в особенности по ее Второй республике и Гражданской войне, а также Франко и его режиму, как и по переходному периоду. Доктор философии, эмерит-профессор LSE. Член Британской академии (1994).
CBE. Лауреат Gernika Peace Prize (2019) и др. отличий. Его магнум опус, биографию Франсиско Франко — называют лучшей на сегодняшний день (а также — самой полной, вероятно).

## Биография и творчество
Называл себя выходцем из северного рабочего класса. Работал в супермаркете и на почте.
Окончил оксфордский Ориел-колледж (бакалавр). Обратиться к изучению Испании его подтолкнула книга Ian Gibson (author).
В Редингском университете получил степень магистра европейских исследований; испытал влияние Хью Томаса. Затем вновь в Ориел-колледже — работал над докторской по истокам Гражданской войны в Испании. После станет лектором в Редингском университете. За чем перейдет в колледж королевы Марии в Лондоне, занял там кафедру современной истории в 1985.
С 1991 года профессор международной истории Лондонской школы экономики. В 1994—2020 гг. директор Cañada Blanch LSE Centre современной испанистики. Членкор Института изучения Каталонии (2009). Входил в жюри Longman–History Today Awards (1999).
Впервые посетил Испанию в 1960-х. Отмечал, что для него «одобрение Франко равносильно одобрению Гитлера или Муссолини». Женат. Упоминал о своих «крепких отношениях» с Herbert Southworth, которого впервые повстречал в 1973 году («…Он почти усыновил меня. Мой отец умер, и у нас сложились очень крепкие личные отношения, я часто навещал его»). Почётный доктор UGR (2023). Выступает в СМИ. Как отмечал Luis María Anson: «Пол Престон закрепил за собой репутацию объективного и строгого историка». Престон обвинял Оруэлла в «нечестности и виновном невежестве».

### Книги
- The Coming of the Spanish Civil War (1978)
- The Triumph of Democracy in Spain (1986)
- Franco: A Biography (1993)
  - Франко : Биография / [Пер. с англ. Ю. В. Бехтина]. — М. : Центрполиграф, 1999. — 701, [1] с., [16] л. портр. ISBN 5-227-00414-5
- Doves of War. Four Women of Spain (2002)
- Juan Carlos. A People’s King (2004)
  - Juan Carlos I (edición actualizada). El rey de un pueblo / Juan Carlos I (update d edition). The Peoples King | Aug 22, 2023 | ISBN 9788419399557
- The Spanish Civil War. Reaction, Revolution, Revenge (2006)
- We Saw Spain Die. Foreign Correspondents in the Spanish Civil War (2008)
- The Spanish Holocaust. Inquisition and Extermination in Twentieth-Century Spain (2012)
- El zorro rojo, la vida de Santiago Carrillo. — Madrid : Debate, 2013.
- The Last Stalinist (2014)
- The Last Days of the Spanish Republic (2016)
- A People Betrayed: A History of Corruption, Political Incompetence and Social Division in Modern Spain, 1876—2016 (New York and London: Liveright, 2020. Pp. 768) {Рец. Хелен Грэхэм, Matthew Kerry}
- Architects of Terror : Paranoia, Conspiracy and Anti-Semitism in Franco’s Spain (2023) {Рец., Chris Bambery[англ.], FT, }
- Perfidious Albion: Britain and the Spanish Civil War. — London : The Clapton Press, 2024.